# Абукаева, Любовь Алексеевна
Любо́вь Алексе́евна Абука́ева (род. 25 декабря 1969, д. Новоключево, Башкирская АССР) — российский лингвист и фольклорист, преподаватель высшей школы. Доктор филологических наук. Профессор кафедры русского и общего языкознания Марийского госуниверситета.

## Биография
В 1987 г. поступила на филфак Башкирского государственного университета (ныне Уфимский университет науки и технологий).
. В 1990 направлена для обучения в Марийский государственный университет. Его окончила в 1992, получив диплом с отличием по специальности «Филолог. Преподаватель русского языка и литературы».
С 1992 г. по 1993 г. преподаватель кафедры русского и общего языкознания. В 1993—1996 гг. аспирант кафедры финно-угорских языков Марийского государственного университета, в 2001—2004 г. — докторант там же. С 2006 г. профессор кафедры русского и общего языкознания Марийского госуниверситета.
Член Консультативного совета по применению законодательства РФ о средствах массовой информации при Управлении Роскомнадзора по Республике Марий Эл, член Комиссии по государственным языкам Республики Марий Эл при Правительстве РМЭ, член редколлегии научного журнала «Вестник Марийского университета».

## Научная деятельность
Научные интересы связаны с историческим и экспрессивным синтаксисом марийского языка, с марийским фольклором. Автор более 90 научных и учебно-методических работ, в том числе 3 монографий, 1 словаря.
В 1996 г. защитила кандидатскую диссертацию («Принципы классификации и история сложноподчинённых предложений нерасчленённой структуры в марийском языке»), в 2005 г. — докторскую («Экспрессивные синтаксические конструкции в марийском языке»).

### Избранные публикации
1. Сложноподчинённые предложения нерасчленённой структуры в марийском языке // Финно-угроведение. — 1996. — № 1. — С. 23-38.
2. Семантика синтаксических фразеологизмов оценки в марийском языке // Материалы II Всероссийской науч. конф. финно-угроведов «Финно-угристика на пороге Ш тысячелетия». — Саранск, 2000. — С. 20-22.
3. Сложноподчинённые предложения нерасчлененной структуры в марийском языке (монография). — Йошкар-Ола, 2000. — 98 с.
4. Влияние русского языка на формирование и развитие синтаксических фразеологизмов в марийском языке // Бодуэновские чтения. Бодуэн де Куртенэ и современная лингвистика : Тр. и матер. междунар. науч. конф. — Казань, 2001. — С. 45-46.
5. Синтаксические фразеологизмы недифференцированной оценки в русском и марийском языках // Фундаментальные и прикладные исследования в системе образования : Матер. 2-й Междунар. науч.-практ. конф. — Тамбов: Изд-во ТГУ им. Г. Р. Державина, 2004. — Ч. 4. — С. 55-57.
6. Экспрессивность современной марийской художественной прозы // Ашмаринские чтения : Матер. межрегион. науч. конф. — Чебоксары, 2004. — С. 206—213.
7. Выражение ограниченности синтаксическими фразеологизмами в марийском и русском языках // Матер. Междунар. науч. конф. «Сохранение традиционной культуры коренных малочисленных народов Севера и проблема устойчивого развития». — М., 2004. — С. 317—320.
8. Синтаксические фразеологизмы в марийском языке (монография). — Йошкар-Ола, 2005. — 192 с.
9. История изучения субъективной модальности в марийском языкознании // Проблемы комплексного развития Республики Марий Эл. Приложение № 6 к журналу «Регионология». — Саранск, 2005. — С. 278—284.
10. Фразеологизированные конструкции со значением оценки как соответствия норме в русском и марийском языках // Вестник Томского государственного педагогического университета. — Томск, 2005. — Вып. 4. — С.107-111.
11. Фразеологизированные конструкции со значением несогласия, непринятия, отрицания в марийском языке // Linguistica Uralica. — 2006. — № 2. — С. 94-102.
12. Писатели Марий Эл : Биоблиографический справочник. — Йошкар-Ола, 2008. — 752 с. (В соавторстве с В. Абукаевым, А. Васинкиным и Ю. Соловьёвым).
13. Репертуар синтаксических фразеологизмов марийского языка // Материалы X Международного конгресса финно-угроведов: Лингвистика. IV часть / Мар. гос. университет. — Йошкар-Ола, 2008. — С. 170—179.
14. Мишкан мари уна муро : Гостевые песни мишкинских мари. — Йошкар-Ола, 2008. — 98 с.
15. Структура синтаксических фразеологизмов множественности в марийском и мордовских языках // Проблемы сохранения культуры и языка в условиях глобализации : Матер. VII Междунар. симпоз. «Языковые контакты Поволжья». — Казань: КГУ, 2009. — С. 11-13.
16. Фразеологизированные конструкции с нормативно-оценочным значением в русском и марийском языках // Финно-угры — славяне — тюрки: опыт взаимодействия (традиции и новаторство) : Матер. междунар. науч. конф. — Ижевск, 2009. — С. 687—694.
17. Свадебные песни мишкинских мари / сост., перевод, предисл. — Йошкар-Ола, 2009. — 96 с.
18. Фразелогизированные конструкции с частицами гын / дык в марийском языке // 11th INTERNATIONAL CONGRESS FOR FENNO-UGRIC STUDIES. Linguistics. — Piliscsaba, 2010. — Р. 78-79.
19. Принципы формирования моделей синтаксических фразеологизмов в марийском языке // Матер. VIII междунар. симпозиума «Языковые контакты Поволжья». — Йошкар-Ола, 2011. — С. 13-18.
20. Репрезентация образа адресата в величальных песнях восточных мари // Современные проблемы науки и образования. — 2012. — № 3.
21. Фразеологизированные конструкции в марийском языке. Выражение эмоций и оценок. — Saarbrücken : LAP LAMBERT Academic Publishing, 2013. — 144 p.
22. Абукаева, Любовь Алексеевна. Словарь сравнений марийского языка / Л. А. Абукаева, А. В. Чемышев, А. А. Митрускова. — Йошкар-Ола: Издательский дом «Марийское книжное издательство», 2019. — 493 с.

## Награды
- Почётная грамота Государственного Собрания Республики Марий Эл (2006, 2012).